# Polyrhaphis angustata
Polyrhaphis angustata är en skalbaggsart som beskrevs av Jean Baptiste Lucien Buquet 1853. Polyrhaphis angustata ingår i släktet Polyrhaphis och familjen långhorningar.
Artens utbredningsområde är:
- Costa Rica.
- Nicaragua.
- Panama.

Inga underarter finns listade i Catalogue of Life.